# Ixioliriaceae
Classification APG III (2009)
Famille
La petite famille des Ixioliriaceae regroupe des plantes monocotylédones. Elle comprend 3-4 espèces du genre Ixiolirion.
Ce sont des plantes herbacées dressées, pérennes, à feuilles plus ou moins en rosette, à inflorescence de fleurs bleues, originaire du Moyen-Orient et d'Asie centrale.
Cette famille n'existe pas en classification classique de Cronquist (1981) qui inclut le genre dans les Amaryllidaceae.

## Étymologie
Le nom vient du genre Ixiolirion dérivé du grec ιξιά- / ixia, gui, glu, visqueux, et -λείριων / leirion, lis, en référence à la ressemblance de la plante avec un lis.

## Liste des genres
Selon World Checklist of Selected Plant Families (WCSP) (16 avr. 2010), Angiosperm Phylogeny Website (18 mai 2010) et DELTA Angio (16 avr. 2010) :
- genre Ixiolirion Fisch. ex Herb. (1821)

## Liste des espèces
Selon World Checklist of Selected Plant Families (WCSP) (16 avr. 2010) :
- genre Ixiolirion Fisch. ex Herb. (1821)
  - Ixiolirion ferganicum  Kovalevsk. & Vved. (1961)
  - Ixiolirion karateginum  Lipsky (1900)
  - Ixiolirion songaricum  P.Yan (1996)
  - Ixiolirion tataricum  (Pall.) Schult. & Schult.f. (1829)